# فریدولفینگ
فریدولفینگ (به آلمانی: Fridolfing) یک شهر در آلمان است که در بایرن واقع شده‌است.

## خصوصیات
فریدولفینگ ۴۴٫۲۳ کیلومترمربع مساحت دارد ۳۸۸ متر بالاتر از سطح دریا واقع شده‌است.